# Gismondina-Sr
La gismondina-Sr és un mineral de la classe dels silicats que pertany al grup de les zeolites. Rep el nom per ser l'anàleg d'estronci de la gismondina-Ca. El nom de l'arrel es relaciona amb el mineralogista italià Carlo Giuseppe Gismondi (1762-1824).

## Característiques
La gismondina-Sr és una zeolita de fórmula química Sr₄(Si₈Al₈O32)·9H₂O. Va ser aprovada com a espècie vàlida per l'Associació Mineralògica Internacional l'any 2021, sent publicada en febrer de 2023. Cristal·litza en el sistema ortoròmbic. La seva duresa a l'escala de Mohs és 4.
L'exemplar que va servir per a determinar l'espècie, el que es coneix com a material tipus, es troba conservat a les col·leccions del Museu Mineralògic Fersmann, de l'Acadèmia de Ciències de Rússia, a Moscou (Rússia), amb el número de registre: 5708/1.

## Formació i jaciments
Va ser descoberta a Halamish, al Consell Regional de Tamar (Districte del Sud, Israel). En el mes de juny de l'any 2023 va ser publicat el segon estudi d'aquesta espècie amb exemplars descrits al volcà Bellerberg, a Alemanya.